# 楚留香傳奇 (電視劇)
《楚留香传奇》是一部中文武侠电视连续剧。本劇於2007年12月10日在中國中央電視台電視劇頻道首播，每晚三集，全劇由血海飄香、大沙漠、畫眉鳥（《楚留香傳奇》，《楚留香系列》小說之一）三個故事組成。本剧的编剧是執筆过《大清後宮》、《最後的格格》、《煙花三月》、《胭脂雪》等熱門剧集的于正，其在受訪時強調本次改編將讓香帥風流不在，故而加重了主人公對宋甜兒的感情描寫，讓香帥獲得真正的愛情。不過，很明顯，他的"好意"及選角上的商業考慮並沒有獲得粉絲的青睐。2007年，楚留香传奇是中國中央電視台收视率第三的电视连续剧。

## 平台
| 頻道                                      | 所在地          | 播映日期                   | 播出時間                                    |
| ----------------------------------------- | --------------- | -------------------------- | ------------------------------------------- |
| CCTV-8                                    | 中国大陆        | 2007年12月5日              | 00:00                                       |
| CTV Main Channel                          | 臺灣            | 2011年12月16日             | 週一至週五 16:00～17:00                     |
| MCOT Family Nunber 14 (เอ็มคอตแฟมิลี ช่อง 14) | 泰國 (ชอลิ้วเฮียง) | 2018年7月3日-2019年1月28日 | 和周二 20:15 - 21:00                        |
| MCOT Family Nunber 14 (เอ็มคอตแฟมิลี ช่อง 14) | 泰國 (ชอลิ้วเฮียง) | 2019年2月4日-2019年月日    | 每周一至周三14：00-15：00，从21.00到22.00。 |

## 故事

### 血海飘香
魚尺素一向以騙取男人錢財為業，楚留香假扮夥計阿呆混入雲來客棧盜取她的芳心，四大高手為一神秘女子也相聚在雲來客棧。
魚尺素一直不能確定哪個是楚留香，卻發現自己對阿呆產生感情。宋甜兒扮成楚留香來打探虛實，被擒。幸得少林無花大師相救。
阿呆的真愛，令魚尺素深深感動，她決定退出江湖。就在楚留香和甜兒返回客棧時，發現眾人死於“天一神水”之下。楚留香帶著宋甜兒開始調查雲來客棧命案，在埋葬客棧死者時，發現了一角殘缺的美人畫像。與此同時，紮木合之女蘇蓉蓉也趕往朱砂幫尋找
線索，邂逅了楚留香假扮的富商張嘯林，二人很快取得了朱砂幫的信任，卻遭到殺手中原一點紅的追殺。
楚留香查到四大高手都曾接到一女子來信，但信卻被銷毀，楚留香也受神秘忍者窺探。中原一點紅得到楚留香相助，對其漸生
敬意。蘇蓉蓉得知楚留香跟丐幫的幫主李紅袖交好，前往丐幫打探，發生衝突後是楚留香救下蓉蓉。
楚留香決定從畫像入手追查。蓉蓉這才知道“張嘯林”的真實身份。蓉蓉欲對楚留香動手，結果卻被說服一起查清案情。楚留
香得知畫中人的身份是丐幫前幫主仁慈的夫人秋靈素。經過一番調查，楚留香開始懷疑李紅袖跟此有關。甜兒到賭場尋找張嘯林，
與宮南燕一路糾纏，甜兒無意中撿到了宮南燕掉落的“天一神水”。
楚留香和蓉蓉遇到被趕出丐幫的白玉魔，從他口中套出秋靈素曾經遭到毀容，並且尚在人世。楚留香與李紅袖動身前去看望秋
靈素，沒想到被自稱秋靈素之仰慕者的忍者阻攔。楚留香和李紅袖衝破重重難關，終於得見秋靈素，但一無所獲。
為了獲知真相，楚留香返回，終於得知當年秋靈素被另一美女石觀音所迫，毀去容貌後，感慕于任慈憐惜，嫁任慈的真相。
而任慈一直為李紅袖及神秘人所制，最終被李紅袖于參湯中所下“天一神水”所害。秋靈素自覺心願已了，於是跳崖自盡，楚留香
也隨之躍下。李紅袖以為楚留香也死了，苦痛悲傷難以抑制。中原一點紅找到無花和李紅袖二人，不信楚留香已死去，決定前往尋
找。而此時，崖底的楚留香救醒了秋靈素。
楚留香帶著秋靈素回到香榭，秋靈素主動提起當年任慈收養李紅袖和另一個孩子的事。而此時因為楚留香之死而大為悲痛的李
紅袖，在聚風樓大開殺戒一心隨楚留香而去。甜兒為秋靈素恢復美貌，內心仍難以平靜，無花答應代楚留香去勸說秋靈素，沒想到
一番話卻令秋靈素大為難過，產生必死之心。而此時丐幫眾長老，八大門派欲對李紅袖興師問罪，李紅袖依然沉醉酒鄉。
楚留香和李紅袖單獨相見，斥責其不擇手段，而李紅袖卻有自己心裏難言的苦。李紅袖和楚留香告別，決定赴死。甜兒無意中
聽見無花夢囈，發現了原來仁慈善良的無花大師不過是表相的掩飾而已，她想趕去告訴楚留香，結果被無花所俘。李紅袖被眾人打
成重傷，楚留香趕到，並施以援手。李紅袖終於說出無花是她的哥哥，他們來中原是因為要報復。楚留香找到無花戳穿其面目。

### 大沙漠
甜兒和蓉蓉前往大漠，蓉蓉神秘失蹤。楚留香解救了被沙漠之狐擄劫的一干少女，琳琅一心跟隨，並與留香產生感情。楚留香遇見好友鐵花，這時眾人中計被困於沙漠中，楚留香從殺手處得到極樂之星寶石。琳琅再次被人虜去，追趕時卻發現沙漠之狐死于石觀音之手。李紅袖回到石觀音身邊，得知楚留香來到沙漠，要他離開，他將寶石交給了紅袖。無花故意放中原一點紅救走龜茲國王，然而國王卻依然一心尋找極樂之星。琵琶公主蘇蓉蓉苦諫王兄不成，反被送入大漠祭天，被楚留香等人路過救下來，但是她卻不承認自己是蓉蓉。楚留香同時發現琳琅被獻給國王成為王妃。
國王決定為蓉蓉比武招親。中原一點紅在比武招親會上陰差陽錯成為駙馬。蓉蓉找到楚留香和甜兒，說她是琵琶公主蘇蓉蓉，趕走他們是怕連累他們。結果新婚當晚，公主被掉包並被殺，鐵花被扣住。楚留香以寶石為條件要國王答應，只要他能抓到兇手就答應他一個條件。長孫紅因掉包計失敗，準備去偷極樂之星，被楚留香抓到，被判死刑喪命亂箭下。
楚留香向國王提出帶琳琅走，國王大怒。楚留香決定離開。無花為長孫紅消沉，被龜茲國王打敗。國王收復失地之後，科舉選拔出無花假扮的吳菊軒以擔朝綱。吳菊軒贏取了琳琅的好感，把持朝政殘害忠良，不但將蓉蓉貶到苦寒之地，還掌握了所有財政命脈。楚留香得知朝內情況，匆匆趕回。他擔心蓉蓉安危，又發現琳琅被神秘人所劫。為找回琳琅，救出蓉蓉，楚留香一行人混進百姓中，意外遇到了躲起來的蓉蓉。楚留香費盡心機來到王宮。同時，無花抓走蓉蓉等人，鐵花甜兒落入水中後為霧山村村民所救，等楚留香趕到時，所有人都不見了。
楚留香與石觀音搏鬥，發現其就是琳琅，留香勸導琳琅體味百姓疾苦。觀音決意離開並答應放了蓉蓉。但無花誣賴楚留香，觀音欲殺楚留香和蓉蓉。紅袖欲救楚留香說自己懷了他的孩子，石觀音難過得一夜間烏髮全白，答應紅袖和楚留香成親，其實是想將他們一起炸死。眾人接到畫眉鳥報信，情急之下尋找地道出口，不想卻誤闖地下樓蘭古城，得知寶藏秘密。無花奪權，得知霧山村有羅盤之母，帶兵去找，遇見了雲珠。
霧山村將羅盤之母看作鎮莊之寶，拒絕送給無花，無花決定攻打霧山村，除非雲珠嫁給他。雲珠夜半逃跑，撞見了囚居的石觀音。石觀音用計傳其武功，希望能借她脫困。楚留香來到霧山村，無花表示石觀音重病，要楚留香用羅盤之母來交換。楚留香交出羅盤之母。而此時，石觀音已經控制住雲珠。無花為保雲珠，聽命於觀音。石觀音答應跟楚留香一起救雲珠，卻在中途忽然收手，二人雙雙跌入古城。古城中，楚留香答應跟她重新開始，石觀音終於完全醒悟。兩人一起回到王國，一舉將無花打敗。

### 画眉鸟
無眉夫婦混跡四大門派打神水宮。結果四大門派大敗，無眉獨活。陰姬發現自己中毒，欲立繼承人，得知蘇蓉蓉就是她女兒。
無眉假借蓉蓉之名引誘薛衣人，薛衣人欲與蓉蓉成親。神水宮誤認甜兒為陰姬女兒將其帶走。楚留香來到薛家與薛衣人搏鬥時，落入陷阱
。楚留香逃脫後，將計就計留在薛家，想找出蓉蓉的下落。這時，無眉已慢慢設好了圈套。原來南燕系梁姑笑人之女，衣人胞妹，梁姑與
笑人決定以自己的生命來保護女兒。楚留香借著薛家的丫鬟翠花找到了蓉蓉，二人將翠花易容成蓉蓉，被衣人發現。為了引楚留香出來，
衣人偷取各派寶物陷害留香，不料反成武林公敵。最後在楚留香和蓉蓉的幫助下，事態得以平息。
陰姬派宮南燕帶甜兒去專門為薄命女子打抱不平的分舵查看。薛衣人命翠花前往，誣賴楚留香對她非禮，使神水宮女們找楚留香的麻
煩，結果被打敗，而這些人剛離開香榭就被人殺了。陰姬決定將楚留香致於死地。
鐵花為護甜兒受傷落水，被李紅袖和中原一點紅搭救，兩人前去幫助楚留香。南燕拆穿甜兒身份，甜兒被關了起來。陰姬懷疑南燕加
害自己，梁姑將一切攬到了自己身上。陰姬不信梁姑將其關進牢裏，南燕決定將梁姑從牢裏救出來，沒想到一切早在陰姬的掌握之中。南
燕放走梁姑卻被宮女追上，梁姑受傷落水逃至薛家。笑人見大勢已去，終於道出實情，原來所有的宮女都是他殺的。得知真相後，笑人與
梁姑自殺。楚留香、蓉蓉無意間闖入神水宮之中，蓉蓉接受了自己是陰姬女兒的事實。陰姬令楚留香和蘇蓉蓉去江南調查線索。無花假裝
中毒，說只有紮木合的寵姬能醫，要紅袖利用丐幫的勢力替他找人。無眉又將薛衣人捲入其中，阻止楚留香調查，反使薛衣人得知那晚被
無眉所騙，要殺無眉。無眉卻說自己跟他有了孩子。
無花為滅口將薛衣人殺害。紅袖化名重奪幫主之位，下令調查紮木合在江南的別館。楚留香和蓉蓉、一點紅趕到別院，遇到自稱紮木
合養女的無眉，楚留香和蓉蓉得知無眉才是陰姬的女兒。無花遂唆使南燕毒害陰姬，被無眉告發，陰姬將南燕趕出神水宮，南燕跳下了懸
崖。紅袖被丐幫人識破，一點紅與楚留香前去相救。而這時楚留香在江南得知殺害他一家的正是陰姬。蓉蓉得知一切，難以面對楚留香而
離開。陰姬假裝去世，要無眉繼承神水宮，趕走了鐵花甜兒，找出神水寶典。陰姬忽然現身戳穿陰謀，弄瞎無花雙眼，殺害了無眉。陰姬
重新坐回了寶座。
楚留香來向她宣戰。就在楚留香欲殺陰姬之際，女僕道出楚留香系陰姬所生。楚留香認母，陰姬終於無憾而逝。鑒於陰姬的遺言，甜
兒、鐵花繼承神水宮；無花依賴南燕而活；留香走遍大江南北，四處尋找蓉蓉的身影。

## 演员
- 朱孝天 - 楚留香
- 胡静 - 苏蓉蓉
- 孙菲菲 - 李红袖
- 陈浩民 - 胡铁花
- 萧蔷 - 水母阴姬
- 王传一 - 中原一点红
- 刘佳 - 宋甜儿
- 崔鹏 - 无花
- 陈键锋——月亮王
- 王  晶——宫南燕
- 穆婷婷——柳无眉
- 田振威——李玉函
- 邓家佳——长孙红
- 修 庆——天枫十四郎
- 王泊文——薛衣人
- 南  吉——秋灵素
- 王  岗——薛笑人
- 王  静——焦　玉
- 石  婷——彩　雀
- 万妮恩——司徒静
- 李远——白玉魔
- 晉松——沙漠之狐
- 刘  勇——小　潘
- 童  童——翠　花
- 吴玉谨——梁　姑
- 王惠乔——凤　姑
- 杨海泉——任　慈
- 叶尔江——丰　火
- 郑  钥——月牙儿
- 李庆祥——札木合
- 过齐鸣——西门千
- 俞建国——左右铮
- 谭建昌——无涯子
- 娄亚江——平　凡
- 林佳俊——书　言
- 韩　志——宋　刚
- 周德华——秃　鹰
- 刘建伟——冷秋魂
- 孙鑫钰——小无花
- 张懿婧——小石观音
- 秋瓷炫——石观音(琳琅)
- 小斯琴高娃——秋灵素

## 作品的變遷
| 中視主頻 週一至週五 16:00～17:00       | 中視主頻 週一至週五 16:00～17:00       | 中視主頻 週一至週五 16:00～17:00 |
| -------------------------------------- | -------------------------------------- | -------------------------------- |
|                                        | 楚留香傳奇 （2011.12.16 - 2012.02.21） |                                  |
| 遠古的傳說 （2011.10.31 - 2011.12.15） | 再見艷陽天 （2012.02.22 - 2012.04.05） |                                  |

| 泰國 MCOT Family SERIES ดังแดนมังกร 和周二 20:15 - 21:00 | 泰國 MCOT Family SERIES ดังแดนมังกร 和周二 20:15 - 21:00 | 泰國 MCOT Family SERIES ดังแดนมังกร 和周二 20:15 - 21:00 |
| ------------------------------------------------------ | ------------------------------------------------------ | ------------------------------------------------------ |
|                                                        | 楚留香傳奇 （2018年7月3日－2018年月日）                |                                                        |
| 偽裝者 （2018年1月15日－2018年6月26日)                 | —                                                      |                                                        |